# Велика Копаниця
Велика Копаниця (хорв. Velika Kopanica) — населений пункт і громада в Бродсько-Посавській жупанії Хорватії.

## Населення
Населення громади за даними перепису 2011 року становило 3308 осіб. Населення самого поселення становило 1762 осіб.
Динаміка чисельності населення громади:
Динаміка чисельності населення центру громади:

## Населені пункти
Крім поселення Велика Копаниця, до громади також входять: 
- Беравці
- Дивошевці
- Купина
- Мала Копаниця

## Клімат
Середня річна температура становить 11,11 °C, середня максимальна – 25,58 °C, а середня мінімальна – -6,14 °C. Середня річна кількість опадів – 734 мм.
| Клімат поселення                              | Клімат поселення | Клімат поселення | Клімат поселення | Клімат поселення | Клімат поселення | Клімат поселення | Клімат поселення | Клімат поселення | Клімат поселення | Клімат поселення | Клімат поселення | Клімат поселення | Клімат поселення |
| Показник                                      | Січ.             | Лют.             | Бер.             | Квіт.            | Трав.            | Черв.            | Лип.             | Серп.            | Вер.             | Жовт.            | Лист.            | Груд.            |                  |
| Середній максимум, °C                         | 5,96             | 8,28             | 12,87            | 17,41            | 22,44            | 25,58            | 25,40            | 24,91            | 20,94            | 15,50            | 9,60             | 5,60             |                  |
| Середня температура, °C                       | −0,08            | 2,20             | 6,80             | 11,34            | 16,38            | 19,52            | 21,25            | 20,74            | 16,77            | 11,36            | 5,50             | 1,42             |                  |
| Середній мінімум, °C                          | −6,14            | −3,82            | 0,76             | 5,32             | 10,35            | 13,48            | 17,11            | 16,60            | 12,62            | 7,22             | 1,30             | −2,7             |                  |
| Норма опадів, мм                              | 47               | 45               | 45               | 55               | 67               | 95               | 69               | 62               | 53               | 65               | 72               | 59               |                  |
| Середньомісячна швидкість вітру, м/с          | 1.90             | 2.19             | 2.50             | 2.40             | 2.10             | 2.00             | 2.00             | 1.80             | 1.71             | 1.80             | 1.90             | 1.99             |                  |
| Середньомісячна сонячна радіація, кДж/м²·день | 4357             | 7033             | 10995            | 15434            | 19253            | 21182            | 22217            | 20579            | 15094            | 9376             | 4889             | 3618             |                  |
| --------------------------------------------- | ---------------- | ---------------- | ---------------- | ---------------- | ---------------- | ---------------- | ---------------- | ---------------- | ---------------- | ---------------- | ---------------- | ---------------- | ---------------- |
| Джерело:                                      |                  |                  |                  |                  |                  |                  |                  |                  |                  |                  |                  |                  |                  |